# Нижняя Буйба
Ни́жняя Буйба́ — река, правый приток Уса, протекает по территории Ермаковского района Красноярского края в России. Длина реки составляет 32 км.

## Описание
Нижняя Буйба начинается на высоте 1631 м над уровнем моря, вытекая из горного озера на склонах хребта Ергаки. От истока до автодороги «Енисей» течёт преимущественно на юго-запад, потом — на юго-восток. Нижняя Буйба впадает в Ус на высоте 932 м над уровнем моря около нежилого населённого пункта Усть-Буйба.
Притоки (от истока): Горный (левый), Бакланиха (правый), Тушканчик (левый), Сахарный Ключ (левый) , Поганка (правый), Подъёмный (левый).

## Данные водного реестра
По данным государственного водного реестра России относится к Енисейскому бассейновому округу, водохозяйственный участок реки — Енисей от истока до Саяно-Шушенского г/у, речной подбассейн реки — Енисей между слиянием Большого и Малого Енисея и впадением Ангары. Речной бассейн реки — Енисей.
Код объекта в государственном водном реестре — 17010300112116100010723.